# スゴ腕!バウト
『スゴ腕!バウト』（スゴうで バウト）は、2001年10月13日から同年12月29日までフジテレビ系列局で放送されていた関西テレビ製作のスポーツバラエティ番組である。MIZUNOの一社提供。放送時間は毎週土曜 23:00 - 23:30 （日本標準時）。

## 概要
前番組『ファイトマネー』のリニューアル版で、引き続き関根勤と藤原竜也と畑野浩子がMCを務めていた。番組には毎回様々なスポーツの名人がゲスト出演し、その腕前をスタジオで披露していた。

## 出演者
- 関根勤
- 藤原竜也
- 中島知子（当時・オセロ）
- 畑野浩子
- ますだおかだ（増田英彦・岡田圭右）
- METAMO

## スタッフ
- プロデューサー：大澤徹也（関西テレビ）
- ディレクター：小川悦司（関西テレビ）、松山源一（ボーイズ）
- 編成：重松圭一（関西テレビ）
- 制作協力：ボーイズ
- 制作：関西テレビ